# Перес, Гильермо
Гилье́рмо Пе́рес Сандова́ль (исп. Guillermo Pérez Sandoval; род. 14 октября 1979, Уруапан, Мичоакан) — мексиканский тхэквондист, член национальной сборной Мексики. Олимпийский чемпион игр 2008 года в Пекине. Занимается тхэквондо с 5 лет, в сборную Мексики попал в 1999 году. В 2007 году стал серебряным призёром чемпионата мира. В 2003 году стал победителем Панамериканского чемпионата по тхэквондо. Выступает в весе до 56 кг.